# Trifești (okręg Jassy)
Trifești – wieś w Rumunii, w okręgu Jassy, w gminie Trifești. W 2011 roku liczyła 1772 mieszkańców.